# San Juan de Dios (Petén)
Esta aldea queda ubicada a 1 km de distancia del Municipio de San Francisco, Petén, en Guatemala.

## Historia
San Juan de Dios fue municipio hasta el año 1933 después de esta fecha fue aldea anexada al nuevo municipio de San Francisco, Petén. 1,2,3 que viva peten

## Economía
La economía de San Juan de Dios anteriormente se basaba en la siembra de caña de azúcar para producir panela y luego ser llevada a vender principalmente en la Cabecera departamental Flores y distribuida en los municipios de Petén.
- Datos: Q6119144